# Paul Iacono
Paul Stanley Iacono (Secaucus (New Jersey), 7 september 1988) is een Amerikaans acteur en dramaturg. Hij debuteerde in 1995 in de soapserie Another World en brak in 2009 door met een rol in de musicalfilm Fame. Hij begon in 2010 met zijn rol als RJ Berger in de komedieserie The Hard Times of RJ Berger.

## Filmografie
- Another World (1995-1996; televisieserie)
- The Guiding Light (1997-1999; televisieserie)
- As the World Turns (1997-1999; televisieserie)
- Dora the Explorer (2000; televisieserie)
- Winter Solstice (2004; speelfilm)
- Shakes (2005; korte film)
- The Naked Brothers Band: The Movie (2005; speelfilm)
- Human Giant (2007; televisieserie)
- Glow Ropes: The Rise and Fall of a Bar Mitzvah Emcee (2008; speelfilm)
- Return to Sleepaway Camp (2008; direct-naar-video-film)
- Fame (2009; muziekfilm)
- Consent (2010; speelfilm)
- The Hard Times of RJ Berger (2010-2011; televisieserie)
- G.B.F. (2013; speelfilm)